# Том Джонс (фильм)
«Том Джонс» (англ. Tom Jones) — английская комедия режиссёра Тони Ричардсона. Экранизация романа Генри Филдинга «История Тома Джонса, найдёныша» (1749). Одна из наиболее популярных кинокомедий своего времени как у зрителей, так и критиков, лауреат четырёх премий «Оскар», включая премию «Оскар» за лучший фильм. Последний фильм продюсера Майкла Бэлкона.

## Сюжет
Том Джонс, брошенный при мистических обстоятельствах ребёнок, воспитывается у сквайра Олверти. Негодуя, что Блайфил является законным наследником Олверти, Том вырастет ещё тем мошенником, обожающим секс. Он влюблён в дочь сквайра Вестерна Софи, но её доброжелатель узнаёт о его «играх» с местной девушкой Молли. Том терпит неудачу и пускается в путешествие. По пути в Лондон он сталкивается с множеством приключений. В Лондоне герой заводит роман с богатейшей леди Белластон. В это же время сестра сквайра организует свадьбу Софи и Блайфила. Вскоре Софи сбегает от потенциального жениха в Лондон, по дороге она  встречает свою кузину миссис Фицпатрик, которая также сбежала от мужа. Мистер Фицпатрик пытается выйти на след загулявших девушек, подозревая Тома во всех неудачах личной жизни.

## В ролях
- Альберт Финни — Том Джонс
- Сюзанна Йорк — Софья Вестерн
- Хью Гриффит — сквайр Вестерн
- Эдит Эванс — мисс Вестерн
- Джоан Гринвуд — леди Белластон
- Дайан Силенто — Молли Сигрим
- Джордж Дивайн — сквайр Олверти
- Дэвид Томлинсон — лорд Фелламар
- Розалинд Аткинсон — миссис Миллар
- Анджела Бадделей — миссис Вилкинс
- Джойс Редман — миссис Уотерс
- Рэйчел Кемпсон — Бриджит Олверти
- Марк Дигнам[англ.] — лейтенант